# Anna Jakubczak
Anna Jakubczak-Pawelec (ur. 2 lutego 1973 w Zamościu) – polska lekkoatletka, biegaczka średniodystansowa.

## Życiorys
Finalistka Igrzysk Olimpijskich w Sydney (szósta na 1500 m) i z Aten (siódme miejsce na 1500 m). Czwarta zawodniczka ME w Budapeszcie 1998 oraz siódma w MŚ w 1999 i 2005, zwyciężczyni I ligi Pucharu Europy w 1998, druga w Superlidze PE w 1999 – wszystkie te wyniki osiągnęła w biegu na 1500 m. 
Była też trzecia w Halowym Pucharze Europy na dystansie 800 m (2003). W 1999 sklasyfikowana na 9. miejscu rankingu Track & Field News w swej koronnej konkurencji. Reprezentowała Polskę również podczas igrzysk olimpijskich w Pekinie (2008) – odpadła w eliminacjach biegu na 1500 m.
Wielokrotna medalistka mistrzostw Polski na różnych dystansach.
Jej trenerem był Marek Jakubowski. Lekkoatletykę uprawia także jej młodsza siostra – Aleksandra.
W 2013 zakończyła karierę sportową.

## Rekordy życiowe
| Konkurencja           | Rezultat | Data             | Miejsce     |
| --------------------- | -------- | ---------------- | ----------- |
| Bieg na 800 m         | 2:00,78  | 29 maja 1999     | Sopot       |
| Bieg na 1000 m        | 2:35,96  | 17 września 2000 | Runaway Bay |
| Bieg na 1500 m        | 4:00,15  | 28 sierpnia 2004 | Ateny       |
| Bieg na 2000 m        | 5:54,21  | 22 września 2002 | Siedlce     |
| Bieg na 3000 m        | 9:08,65  | 3 czerwca 2011   | Bydgoszcz   |
| Bieg na 800 m (hala)  | 2:04,03  | 15 lutego 2003   | Lipsk       |
| Bieg na 1500 m (hala) | 4:13,23  | 5 marca 2006     | Liévin      |